# Yvonne Turner
Yvonne Nicole Turner (ur. 13 października 1987) – amerykańska koszykarka występująca na pozycji rozgrywającej, posiadająca także węgierskie obywatelstwo, reprezentantka tego kraju, od 2022 zawodniczka węgierskiego Sopronu, a w okresie letnim Seattle Storm (od 2023) w WNBA.
W 2010 ukończyła college w Nebrasce. Profesjonalną karierę zaczęła w lidze niemieckiej, w Eisvogel USC Freiburg. Oprócz tego grała w australijskim Bundaberg Bears. W 2012 roku przeniosła się do Dynama Novosibirsk, gdzie średnio zdobywała 14,8 punktów i notowała 3,4 asyst na mecz. 26 lutego 2013 roku podpisała kontrakt z klubem WNBA San Antonio Stars. Sezon 2013/14 spędziła w tureckim Homend Antakya Belediyesi. Następnie występowała w Hiszpanii i w Ekwadorze, gdzie zdobyła tytuł mistrzowski. Przed sezonem 2015/16 została zawodniczką Wisły Kraków. W swoim pierwszym sezonie zdobyła z Wisłą mistrzostwo Polski i została wybrana MVP finałów.
27 lutego 2019 przedłużyła umowę z Phoenix Mercury.
13 lutego 2021 trafiła w wyniku wymiany do Atlanty Dream. 5 maja opuściła klub. 15 maja została zawodniczką tureckiego CBK Mersin Yanisehir Belediyesi. 27 września 2022 dołączyła do BC Polkowice. 21 listopada 2022 została po raz kolejny w karierze zawodniczką węgierskiego Sopronu. 7 lutego 2023 podpisała umowę z Seattle Storm.

## Osiągnięcia
Stan na 14 czerwca 2023, na podstawie, o ile nie zaznaczono inaczej.

### NCAA
- Uczestniczka rozgrywek:
  - Sweet 16 turnieju NCAA (2010)
  - II rundy turnieju NCAA (2008, 2010)
  - turnieju NCAA (2007, 2008, 2010)
- Mistrzyni sezonu regularnego konferencji Big 12 (2010)
- Defensywna zawodniczka roku konferencji Big 12 (2010)
- Zaliczona do I składu:
  - Big 12 (2010)
  - defensywnego Big 12 (2008–2010)

### Drużynowe
- Mistrzyni:
  - Polski (2016)
  - Węgier (2017, 2018, 2019, 2023[13])
- Wicemistrzyni:
  - Euroligi (2018)
  - Turcji (2022)
  - Niemiec (2011)
  - australijskiej ligi QBL (2011)
- Zdobywczyni:
  - pucharu:
    - Turcji (2022)
    - Węgier (2017, 2019, 2023[13])

  - Superpucharu Polski (2022)[14]
- Finalistka Pucharu Węgier (2018)

### Indywidualne
(* – nagrody przyznane przez portal eurobasket.com)
- MVP:
  - finałów:
    - PLKK (2016)
    - ligi węgierskiej (2018)*

  - sezonu PLKK (2016)*
- Najlepsza zawodniczka*:
  - zagraniczna:
    - PLKK (2016)
    - ligi węgierskiej (2017)

  - występująca na pozycji obronnej:
    - PLKK (2016)
    - ligi węgierskiej (2017)
- Zaliczona do*:
  - I składu:
    - PLKK (2016)
    - ligi:
      - niemieckiej (2011)
      - węgierskiej (2017, 2018)

    - najlepszych zawodniczek zagranicznych ligi:
      - niemieckiej (2011)
      - polskiej (2016)
      - węgierskiej (2017, 2018)

  - II składu ligi niemieckiej (2012)
  - III składu Eurocup (2013)
  - honorable mention:
    - Euroligi (2017, 2018)
    - ligi rosyjskiej (2013)
- Liderka:
  - strzelczyń:
    - Euroligi (2017)
    - PLKK (2016)

  - w przechwytach ligi hiszpańskiej (2015)